# Kablování příze
Kablování (angl.: cabling, něm.: Kablieren) je zvláštní způsob skaní příze.
Kablování je nákladnější než běžné skaní, kablované příze jsou známé ve dvou variantách:
- jedna nit je (bez záhybů) obeskána druhou nití. Zákrut žádné z obou komponent se při kablování nemění, výsledná příze je objemnější, s dobrou soudržností[1] [2]
- dvě (nebo tři) skané niti se spolu spojují konvenčním skaním, při čemž zákrut při druhém skaní probíhá v opačném směru a je podstatně vyšší než u předlohy. Kablovaná příze je objemnější a často má vzhled pletence.[3][4]

## Kablování obeskáním
- Velká část přízí používaných jako vlasové niti na všívané koberce se kabluje na modifikovaném dvouzákrutovém stroji.

Jedna nit se odvíjí z cívky uložené v neotočném hrnci, kolem kterého vede vřeteno otáčející se pod hrncem druhou nit tak, že se obě části spolu druží a stáčejí. Na každou otáčku vřetene se uděluje do výsledné příze jeden skací zákrut, při čemž přádní zákrut a objem obou přiváděných nití zůstává (na rozdíl od konvenčního skaní) nezměněn.
Kablováním se skají zejména filamenty z polypropylenu a z polyamidu. Do strojů se vkládají cívky až o váze 5 kg, otáčky vřeten dosahují maximálně 8000 / min., skací zákrut do 350 / m na přízích 40 až 500 tex.
- Příze na pneumatikové kordy se kablují na podobných strojích. Vřetena jsou zde doplněna zařízením zajišťujícím stejnoměrné napětí obou skaných nití. Na strojích s otáčkami vřeten do 11 000/min. se zpracovávají filamenty z polyamidu, polyesteru, viskózy a aramidu v jemnostech cca 100 – 250 tex se skacím zákrutem 67-1370/m.[6]
- Příze používané jako výztuž kompozit se kablují na strojích s dutým vřetenem. Jádro ze skané filamentové příze (často z různých komponent) zde prochází bez zakrucování dutinou vřetene, na vřetenu je nasazena cívka s vaznou nití (pláštěm), která se obtáčí kolem jádra. Otáčky vřeten mohou dosáhnout až 18 000 za minutu.[7]

## Kablování spojováním skaných nití
Příze s obchodním označením Cablé se vyrábějí družením a zakrucováním dvojmo- nebo trojmo skaných nití např.
- bavlněné příze s použitím na háčkování (a pletení)[8]
- vlnařské příze na ruční pletení[9]
- kablované příze na ruční pletení se zhotovují také amatérsky na kolovratu. Počet kablovacích zákrutů má být troj- až čtyřnásobný oproti zákrutu z prvního skaní. Výsledná příze má vzhled pletence.[10][11]